# Liste der portugiesischen Botschafter in São Tomé und Príncipe
Die Liste der portugiesischen Botschafter in São Tomé und Príncipe listet die Botschafter der Republik Portugal in São Tomé und Príncipe auf. Der Inselstaat war seit seiner Entdeckung im Jahr 1471 Portugiesische Kolonie. Nach der Nelkenrevolution 1974 entließ die neue portugiesische Regierung São Tomé und Príncipe am 12. Juli 1975 in die Unabhängigkeit und nahm danach diplomatische Beziehungen auf.
Die Botschaft Portugals in der são-toméischen Hauptstadt São Tomé sitzt in der Av. Marginal 12 de Julho.

## Missionschefs
| Name                                                 | Bild                  | Amtszeit                            | Anmerkungen                                                                                                |
| São Tomé und Príncipe                                | São Tomé und Príncipe | São Tomé und Príncipe               | São Tomé und Príncipe                                                                                      |
| ---------------------------------------------------- | --------------------- | ----------------------------------- | --- |
| João Alberto Bacelar da Rocha Páris                  |                       | 27. Juni 1975 –12. Juli 1975(?)     | Hochkommissar                                                                                              |
| Amândio Mourão de Mendonça Corte-Real da Silva Pinto |                       | 16. Juli 1975 –20. Mai 1977         | erster Botschafter Portugals in São Tomé und Príncipe; bereits seit dem 12. Juli 1975 Leiter der Botschaft |
| Silvino Moreira Ribeiro                              |                       | 20. Mai 1977 –13. Januar 1979       | Übergangs-Geschäftsträger                                                                                  |
| Francisco José Laço Treichler Knopfli                |                       | 17. Januar 1979– 10. September 1981 | bereits seit dem 13. Januar 1979 Leiter der Botschaft                                                      |
| Paulo Tiago Fernandes Jerónimo da Silva              |                       | 10. September 1981 –20. Januar 1982 | Übergangs-Geschäftsträger                                                                                  |
| Francisco Pessanha de Quevedo Crespo                 |                       | 13. Februar 1982 –8. Januar 1986    | bereits seit dem 20. Januar 1982 Leiter der Botschaft                                                      |
| Fernando António Alberty Tavares de Carvalho         |                       | 8. Januar 1986 –4. Februar 1986     | Übergangs-Geschäftsträger                                                                                  |
| Sebastião Maria de Almeida Santos de Castello-Branco |                       | 25. Februar 1986 –7. Juni 1988      | bereits seit dem 4. Februar 1986 Leiter der Botschaft                                                      |
| Eugénio Maria Nunes Anacoreta Correia                |                       | 4. Juli 1988 –15. Februar 1994      | bereits seit dem 30. Mai 1988 Leiter der Botschaft                                                         |
| António Manuel Canastreiro Franco                    |                       | 11. Juli 1994–?                     | Botschaft blieb nach dem Putschversuch 1995 unbesetzt                                                      |
| Mário Alberto Lino da Silva                          |                       | 27. Juni 1996 –4. Februar 2000      | bereits seit dem 25. Juni 1996 Leiter der Botschaft                                                        |
| Mário Jesus dos Santos                               |                       | 7. Juni 2000 –8. November 2004      | bereits seit 30. Mai 2000 Leiter der Botschaft                                                             |
| Américo Rodrigues Madeira Bárbara                    |                       | 20. November 2004 –2. April 2007    | |
| Fernando José Rodrigues Ramos Machado                |                       | 14. April 2007 –19. April 2012      | |
| Maria Paula Vieira Ferreira Leal da Silva            |                       | 9. Mai 2012 –13. September 2016     | |
| Luís Antunes Fernandes Gaspar da Silva               |                       | seit 25. Oktober 2016               | bereits seit 9. Oktober 2016 Leiter der Botschaft                                                          |